# 22253 Sivers
22253 Sivers è un asteroide della fascia principale. Scoperto nel 1978, presenta un'orbita caratterizzata da un semiasse maggiore pari a 2,5709297 UA e da un'eccentricità di 0,1815936, inclinata di 15,25994° rispetto all'eclittica.